# I Will Pray (pregherò)
I Will Pray (pregherò) è il secondo singolo della cantautrice soul-pop italiana Giorgia, estratto dal nono album di inediti Senza paura, e pubblicato il 29 novembre 2013 dall'etichetta discografica Dischi di cioccolata e distribuita dalla Sony. Il brano è interpretato in duetto con la nota cantante soul statunitense Alicia Keys.

## Il brano
Il brano, scritto da Giorgia e Alicia Keys, con la collaborazione di Viktoria Hansen, Andreas Romdhane e Josef Larossi, è una intensa e struggente canzone pop-soul, cantata in duetto dalle due artiste. Il brano è entrato in rotazione radiofonica a partire da venerdì 29 novembre 2013, ed è il secondo singolo estratto dal nuovo album d'inediti della cantautrice romana, registrato in presa diretta a Los Angeles dai musicisti Gary Novak, Reggie Hamilton, Michael Landau, Jeff Babko, condotti da Michele Canova Iorfida.
Nell'album Senza paura, esiste anche la versione da solista del pezzo, totalmente in italiano, intitolata Pregherò.
Il brano, ancora prima di essere pubblicato come singolo, debutta il 10 ottobre 2013 alla posizione n° 63 dei singoli più scaricati in Italia.

## Video musicale
Il 13 dicembre 2013 è stato distribuito sul canale ufficiale VEVO di Giorgia il lyric video del brano, in sostituzione alla realizzazione del video clip ufficiale.

## Tracce
1. I Will Pray (pregherò) - 3:39 (Giorgia / Alicia Keys, Viktoria Hansen / Andreas Romdhane / Josef Larossi)
2. Pregherò - 3:39 (Giorgia, Viktoria Hansen / Andreas Romdhane / Josef Larossi)

## Successo commerciale
Il singolo è rimasto per tre settimane nella Top20 dei brani più venduti in formato digitale FIMI. Scalando rispettivamente le posizioni, 19, 18 e 17. Considerando solo la classifica di vendite dei singoli di artisti italiani è arrivato alla prima posizione. Il singolo il 18 aprile 2014 è stato certificato disco d'oro per le vendite in formato digitale, per aver venduto oltre 15 000 copie.

## Classifiche
| Classifica (2013) | Posizione massima |
| ----------------- | ----------------- |
| Italia            | 17                |